# Fjätervålen
Fjätervålen (1002 m ö.h.) är ett fjäll samt en skidanläggning i norra Dalarna ca 20 km nordost om Idre just innan gränsen till Härjedalen. Skidanläggningen är privatägd av ca 400 aktieägare, alla med anknytning till området. Pister som är FIS-klassade för internationella storslalomtävlingar, fyra liftar, nitton nedfarter och en stugby med 250 stugor. Längsta nedfarten är 3 km lång och fallhöjd är 317 meter. Anläggningen innefattar även skidskola, skiduthyrning med butik, livsmedelsbutik samt värdshus. Alpina SM hölls i Fjätervålen 1996 och 2003.